# Pommerellen

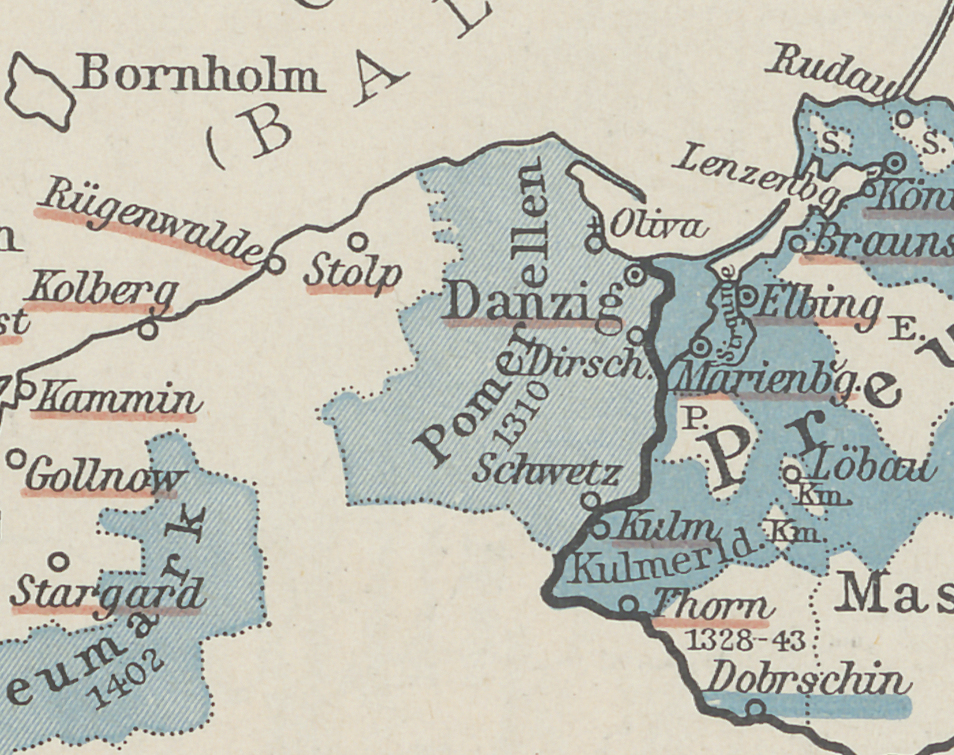
Pommerellen eind veertiende eeuw

Pommerellen (d.i. Klein-Pommeren, ook wel Oost-Pommeren of Pommeren-Danzig) is een historische regio in het noordwesten van Polen, gelegen tussen de Oostzee en de rivieren Parsęta (Persante), Noteć (Netze) en Wisła (Vistula, Wijssel, Weichsel) met als belangrijkste plaats Gdańsk (Danzig). De regio valt deels samen met Kasjoebië.

## Geschiedenis

### Prehistorie en vroege geschiedenis

Baltische culturen in de ijzertijd
Pommerse gezichtsurnencultuur
klokgravencultuur

In de ijzertijd bevond zich vanaf de 7e eeuw v.Chr. in het gebied de Pommerse gezichtsurnencultuur, ook wel Pommerellencultuur genoemd. De dragers van deze cultuur waren mogelijk van Baltische oorsprong. Ook de oeroude barnsteenroute liep van Samland door de delta van de Weichsel tot de Adriatische Zee en verbond zo Pommerellen met het Middellandse Zeegebied.
Verschillende Griekse en Romeinse geografen beschrijven het volk der Veneti dat dit gebied zou bewonen.
Omstreeks het jaar 98 vermeldt de Romeinse historicus Tacitus in hoofdstuk 45 van zijn Germania dat de Goten in het deltagebied van de Wisła woonden. Van de 2e eeuw v.Chr. tot de 1e eeuw AD. bevond zich hier de Oksywiecultuur, opgevolgd door de Wielbarkcultuur. De Wielbarkcultuur is in verband gebracht met het relaas van Jordanes over het vertrek van de Goten uit Scandza (Scandinavië) en hun vestiging in Gothiscandza.

### Vroege middeleeuwen
Tijdens de Grote Volksverhuizing van 400–600 na Chr. verlieten de Germanen voor een belangrijk deel het gebied en trokken naar het zuidoosten. Wat achterbleef vormde een Germaans-Baltische mengbevolking, zoals de Vidivaren die in de Weichseldelta woonden. Vele plaats- en riviernamen en het feit, dat het Kasjoebisch een Oudpruisisch substraat heeft wijzen er op, dat gedurende deze tijd ook de Pruisen in dit gebied gewoond hebben.
In de 7e eeuw vestigden zich de West-Slavische Pomoranen aan de Oostzeekust, waarvan de huidige Kasjoeben afstammen.
Vanaf de 9e tot de 12e eeuw lieten eerst de Vikingen en vervolgens de Denen duidelijke sporen in Pommerellen na. Namen als Oxhöft, Rixhöft, Heisternest en Hela zijn tot op heden bewaard gebleven en zijn een getuigenis van de duurzame bewoning door de Vikingen. Er zijn talrijke vondsten van Arabische munten van de 8e tot de 10e eeuw in Pommerellen gedaan. Zij leggen getuigenis af van de handels- en rooftochten, die de Vikingen vanuit Pommerellen tot in de Arabische landen hebben gedaan.
De opstellers van de oudste Poolse kronieken, Gallus Anonymus († na 1166) en Vincentius Kadłubek, bisschop van Krakau (* ca. 1150; † 3 maart 1223) en Boguphal, bisschop van Posen (rond 1250) berichten van de Poolse pogingen om Pommerellen te veroveren en zich tegen aanvallen vanuit Pommerellen te verdedigen. Gallus Anonymus noemt de Pommerellen een heidens volk vergelijkbaar met de Pruisen. Boguphal kent ook al de Slavische stam Caszubitae, zijnde de Kasjoeben. In de berichten van deze kroniekschrijvers wordt geen onderscheid tussen West- en Oost-Pommeren gemaakt. Danzig (Gdańsk) wordt in deze kronieken nog niet vermeld.

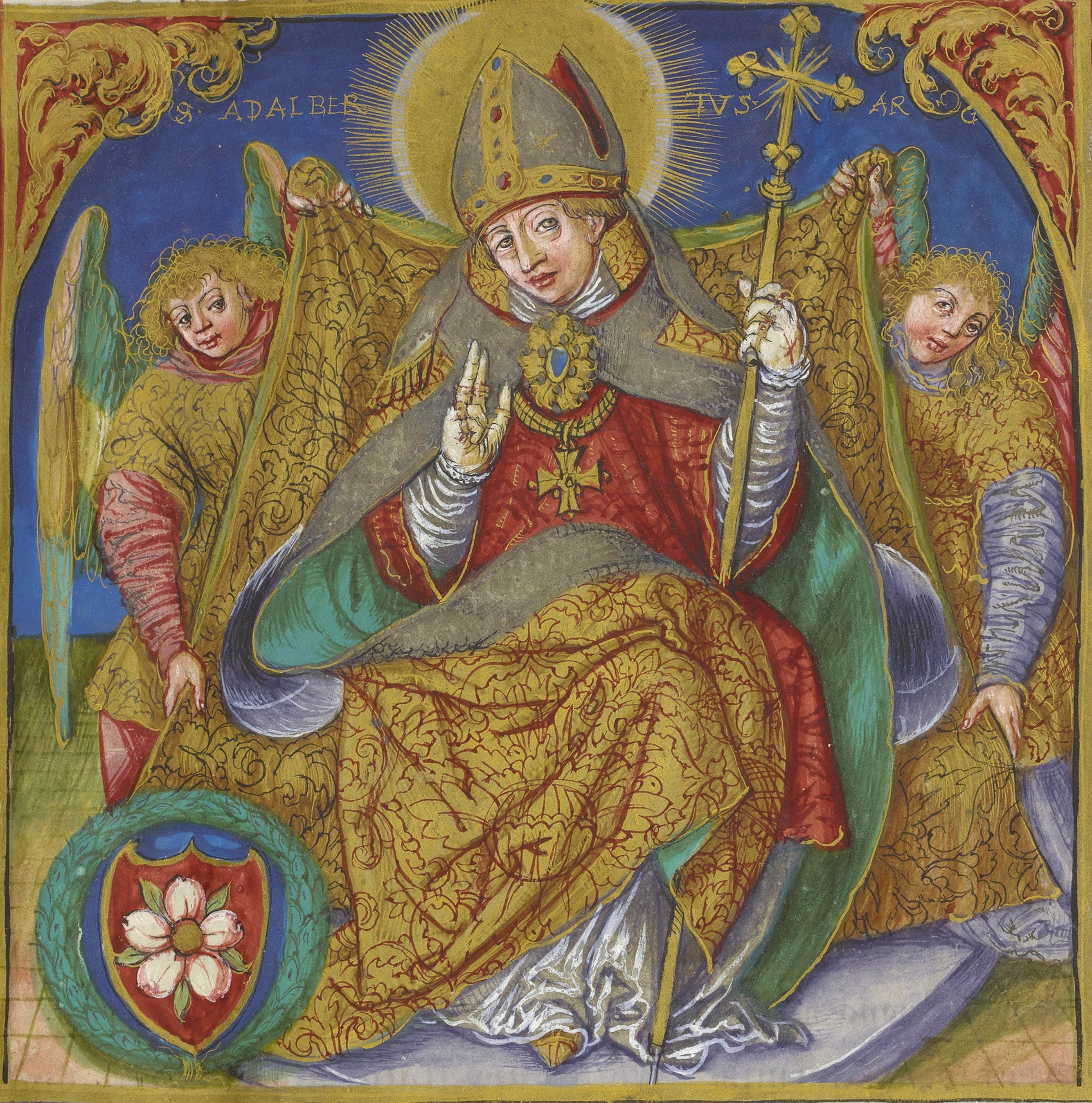
De heilige Adalbert van Praag (voorstelling uit de 16e eeuw)

Het is niet vast te stellen of Bolesław I van Polen (* 967; † 17 juni 1025, van 992-1000 hertog van Polen) tijdens zijn veldtochten verder is gekomen dan het zo nu en dan bereiken van de Oostzeekust. Vermoedelijk heeft hij wel het gebied rond Kolberg (Kołobrzeg) gedurende een korte periode kunnen overheersen.
Het is onduidelijk hoe de machtsverhoudingen rond het jaar 1000 in Pommerellen lagen en of Danzig ook toen al als belangrijkste plaats in Pommerellen beschouwd kon worden. Veel discussies resulteerden uiteindelijk uit het feit, dat Johannes Canaparius in zijn biografie van Adalbert van Praag, Danzig met "urbs" aanduidt. De aanduiding "urbs" (stad) is in die tijd voor het oostelijk deel van Midden-Europa uiterst ongebruikelijk. Men zou "castra" (burcht) of "oppidum" (grote plaats) verwachten.
Toen in het jaar 1000 het aartsbisdom Gnesen (Gniezno) werd gesticht met als suffrane bisdommen Kraków, Breslau (Wrocław) en Kolberg, werd niet Danzig, maar Kolberg – dat bij deze gelegenheid voor het eerst vermeld wordt– de zetel van het bisdom. Het ligt op de plaats waar de Persante in de Oostzee mondt en valt in Pommeren, niet in Pommerellen. De eerste bisschop werd de uit de Hassegau in Saksen afkomstige Reinbern († 1013-1015 in Kiev). Het bisdom Kolberg heeft slechts kort bestaan.
Aan het eind van de 11e eeuw had Danzig een verder niet te duiden vriendschappelijke of afhankelijke relatie met het Koninkrijk Polen. De door Adalbert in Danzig gehouden "preek voor de heidenen" in 997 en het feit, dat Danzig in het jaar 1000 niet tot de zetel voor het nieuwe bisdom werd gekozen maken het onaannemelijk dat Danzig toen onderdeel uitmaakte van het reeds christelijke Polen.
Gallus Anonymus bericht over de lange en harde gevechten van de Polen tegen de Pommerellen. Uiteindelijk vormde de schakel van grensversterkingen van Wyszogród (het huidige Fordon) aan de Weichsel, Nakel (Nakło nad Notecią), Usch (Ujście), Czarnikau (Czarnków), Filehne en Driesen (Drezdenko) de noordgrens van Polen.
Voor de tijd van 997 tot ca. 1185 zijn er geen historische bronnen voor de geschiedenis van Pommerellen. Op het einde van de 11e eeuw stonden in Santok aan de monding van de Netze in de Warthe ( Warta) twee grensburchten, een Poolse en een Pommerse.
In de 12e eeuw vestigden de Greifen hun heerschappij rond Cammin (Kamień Pomorski) en Stettin (Szczecin), in het westelijke deel van Pommeren. In het oostelijke deel rond Danzig heersten vanaf 1118 de waarschijnlijk door de Poolse Bolesław III als leenman van de Duitse keizer geldende Samboriden. Hierdoor werd Pommeren verdeeld in een westelijk deel, dat gaandeweg een onderdeel van het Heilige Roomse Rijk werd en vanaf 1181 direct onder de heerschappij van de keizer viel en een oostelijk deel, dat onafhankelijk was en met onderbrekingen bij Polen hoorde.

### Hertogdom Pommerellen
Het vorstenhuis der Samboriden heerste in de periode van 1185 tot 1294 in het hertogdom Pommerellen.
De Pommerelse vorsten bestuurden hun land in beginsel vanuit één vestiging. Meerdere personen uit de lokale landadel stonden de hertog ter zijde. Uit overlevering kennen we de volgende namen: Grimislaus, Gnezota en zijn broer Martin, Zulis en Stropha. De schatmeester en kanselier Heinrich was waarschijnlijk een Duitse priester. De onderdanen waren verplicht dienstbaarheden alsook de militaire dienst te vervullen. Ze moesten van hun visvangst en vee de tienden afdragen.
Sambor begunstigde, evenals zijn vader, de vestiging van Duitse kolonisten en kooplieden. Voor hen stichtte hij in 1190 de Sint-Nicolaaskerk "vor Danzig im Felde". Nicolaas was de beschermheilige van de zeelieden en de (Duitse) kooplieden. Vandaar dat ook in Lübeck, Wismar, Stralsund, Berlijn, Elbing, Reval (Tallinn) en andere plaatsen grote kerken aan de heilige Nicolaas gewijd werden.
Er bestond een goed ontwikkelde zeehandel. In de eerste plaats werden laken (dat destijds ook als betaalmiddel gold) en zout, voornamelijk vanuit het in 1143 gestichte Lübeck, ingevoerd. De uitvoer bestond uit huiden, was, honing en barnsteen. In Danzig werden op de plaats van de latere Lange Markt kraampjes ingericht voor de verkoop van de per schip ingevoerde waren. Bij het Koggentor (de latere Groene Poort) bevond zich een door het klooster Oliva onderhouden aanlegplaats. Als tegenprestatie hiervoor kreeg het klooster een deel van de belastingopbrengsten.
Landinwaarts verliepen de handelswegen van Danzig naar Stargard. Naar het westen verliep de weg over Stolp (Słupsk) en Schlawe (Sławno) naar Kolberg. Voor zulke handelsreizen werden verscheidene voertuigen tot een konvooi samengesteld en vaak vergezeld van gewapende begeleiding. Bij vertrek uit Danzig diende elke voerman aan de penningmeester een tol van vijf el laken en een halve mark in zilver te betalen. Op de verdere reis werd bij iedere burcht met heerlijke rechten een aanvullende tol in natura geheven.
Sinds ongeveer 1240 dienden alle tollen in geld betaald te worden. Er zijn geen bronnen die het bestaan van muntslagerijen in Pommerellen bevestigen. Evenmin zijn er ooit munten afkomstig uit Pommerellen gevonden. Als gevolg van de toenmalige handelsbetrekkingen kwam Deens geld uit Hedeby vooral voor in de kustgebieden. Saksische zilvermunten – afkomstig uit de Rammelsberg bij Goslar – stroomden in groten getale naar Polen en Pommerellen, terwijl ook de Poolse vorsten munten sloegen.

#### Het einde van het huis Sambor en de strijd om de opvolging
Terwijl Polen volgens een leenbrief van keizer Frederik Barbarossa van 1181 geen aanspraken meer op het hertogdom Pommeren kon maken, viel het hertogdom Pomerellen tot 1227 onder Poolse heerschappij, zij het als leen van het Duitse Rijk. Pommerellen ging volgens de regels van het Poolse senioraat uitdrukkelijk over op de oudste der Piasten. Door de dood van zijn oom werd hertog Mestwin II de heerser over Pommerellen. In de daarop volgende strijd met zijn verwanten was hertog Mestwin II voor korte tijd de bondgenoot van de Ascanische markgraaf van Brandenburg, terwijl hij bij het leenverdrag uitdrukkelijk ontslagen was van de heerban tegen Polen. Even later streed hij met de Polen tegen de Brandenburgers, die intussen Danzig veroverden.
Volgens de regels van het middeleeuws leenstelsel kwam zijn land – bij gebrek aan een eerstgeborene erfgenaam – terug aan zijn leenheer Otto V van Brandenburg. Mestwin II die door de dood van zijn oom heerser over geheel Pommerellen geworden was, wilde de teruggave van Pommerellen aan Brandenburg verhinderen. Daarom droeg hij op 15 februari 1282 in het verdrag van Kempen (Kępno) als een donatio inter vios (schenking bij leven) Pommerellen over aan Przemyslaw II.
Przemyslaw II was op 16 juni 1295 door de aartsbisschop van Gnesen tot koning van Polen gekroond. Hij regeerde daarmee – na de dood van zijn oom Bolesław V in 1279 – als opvolger van Hendrik IV van Breslau over Groot-Polen. Met deze gift zou Przemyslaw II – na de dood van Mestwin II – dus tevens de heerser over Pommerellen worden.
De markgraaf van Brandenburg erkende dit verdrag niet, omdat het een aantasting van zijn landsheerlijke rechten betekende.
Mestwin II moest op grond van de uitspraak in de bemiddeling door een pauselijk legaat op 18 mei 1282 het land Mewe (Gniew), de Großen Marienburger Werder en een deel van de Wislaschoorwal aan de Duitse Orde afstaan. Deze toewijzing berustte op een reeds eerder gedane schenking van deze landsdelen aan de Duitse Orde door Mestwins oom, Sambor II in 1276.
De Duitse Orde bouwde nog in hetzelfde jaar het commanderijslot Mewe (Gniew) en zette daarmee voet op de linkeroever van de Wisła.
Op 25 december 1295 stierf Mestwin II en Przemyslaw II breidde onder protest van Brandenburg zijn macht uit over het grootste deel van Pommerellen.
Op 26 juni 1295 werd Przemyslaw II in Gnesen door aartsbisschop Jakub Świnka tot koning van Polen gekroond. Hij heerste daarmee over Groot-Polen en over grote delen van Pommerellen. In februari 1296 werd Przemyslaw II – door oppositionele adellijken – de Zaremba en de Nałęcz – ontvoerd en in Rogoźno (Rogasen) vermoord.
Het vermoeden bestaat, dat Albrecht III van Brandenburg of Wenceslaus II van Bohemen achter deze moord zaten.

#### De Boheemse Přemysliden en Wladislaus I de Korte

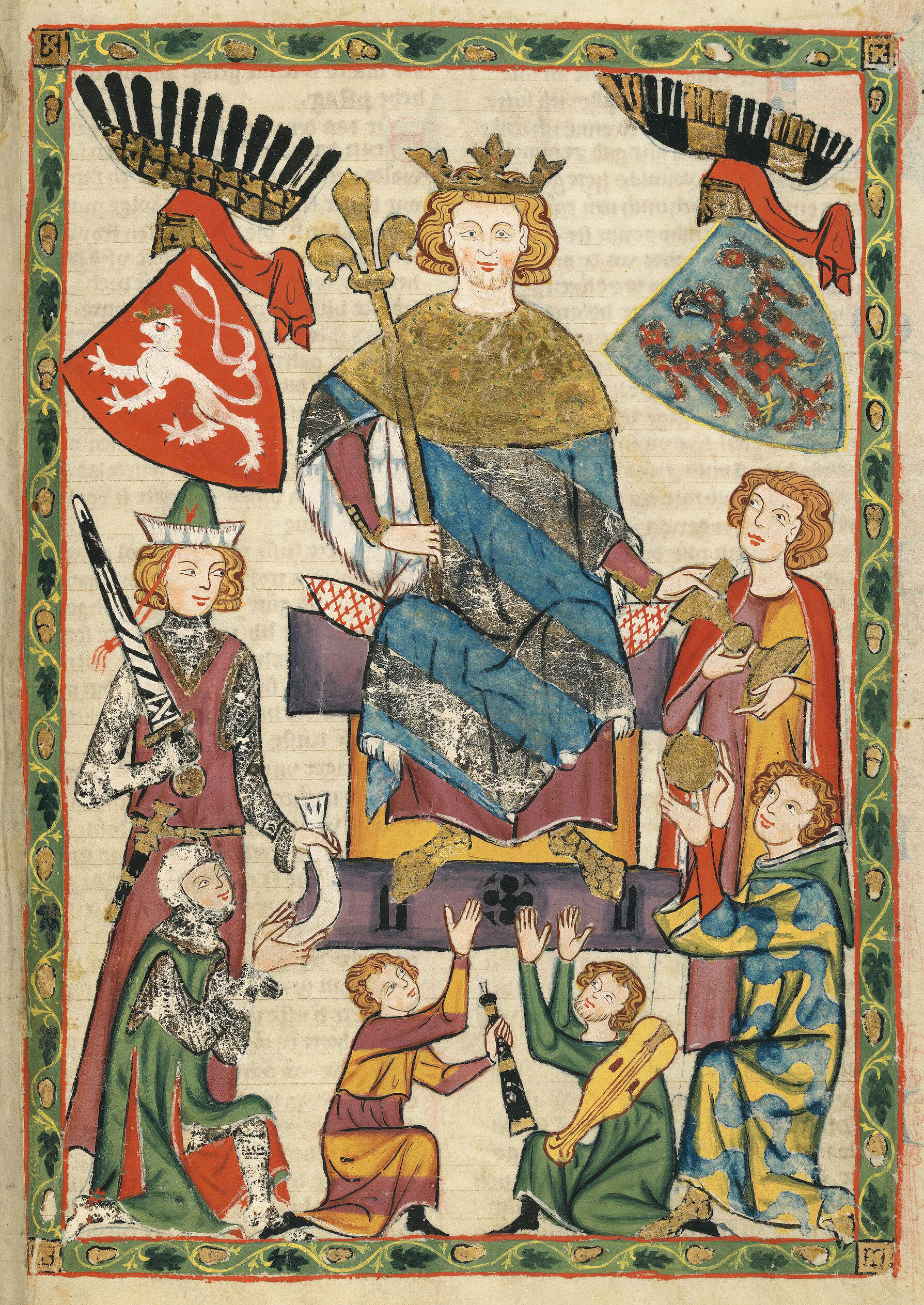
koning Wenceslaus II van Bohemen en Polen (Codex Manesse, 14e eeuw)

Omdat Przemyslaw II slechts een dochter Elisabeth Richezza had, ontstond er een strijd om zijn opvolging als koning van Polen tussen hertog Wladislaus I de Korte van Koejavië-Brest, waaruit Wenceslaus II van Bohemen zegevierend naar voren kwam. Wenceslaus II voegde in 1300 Groot-Polen en Pommerellen toe aan zijn bezit, verloofde zich met Elisabeth Richezza en liet zich door Jakub Świnka – aartsbisschop van Gnesen – op 25 juli 1300 tot Pools koning kronen. Om zijn positie te borgen droeg hij nog in 1300 zijn Poolse gebieden als leen over aan Albrecht I, de koning van het Heilige Roomse Rijk. Wladislaus moest bescherming en asiel in het buitenland zoeken. Wenceslaus II keerde naar Praag terug en liet zich in Groot-Polen en Pommerellen door "capitanei"(starosten) vertegenwoordigen.
Het bestuur over Pommerellen werd overgedragen aan de paladijn van Danzig, "Pan" Swęca. Hij was lid van het geslacht der Swenzonen (Święca) die, steunend op Neuenburg en omvangrijke landerijen in het stroomgebied van de Brahe (Brda) en de Tuchel, de grootte en macht van een zelfstandig vorstendom hadden bereikt.
Na het plotseling overlijden van koning Wenceslaus II in 1305 werd hij opgevolgd door zijn 16-jarige zoon Wenceslaus III. Deze benoemde een zoon van de oude Swęca, Peter von Neuenburg, tot hoofdman van Pommerellen.
Wladislaus I keerde rond 1305 in Polen terug en begon vanuit het zuidoosten met de verovering van Polen. Wenceslaus III trachtte de hulp van de Duitse Orde te krijgen. Ter verdediging bewapende hij zich om met Wladislaus I slag te leveren. Hij werd echter in augustus 1306 in Olmütz (Olomouc) vermoord. Wladislaus I kon het grootste deel van Polen veroveren en bezette in de winter van 1306-1307 Pommerellen.
Door de bezetting van Pommerellen beroofde Wladislaus I het geslacht der Swenzonen van hun macht over Pommerellen. De Swenzonen droegen daarop Pommerellen op 13 juli 1307 per verdrag over aan markgraaf Waldemar van Brandenburg. Peter von Neuenburg drong er vervolgens bij Brandenburg op aan, dat zij opnieuw hun aanspraken als leenheer lieten gelden.
Brandenburgse troepen onder leiding van Otto IV en Waldemar namen daarop in de zomer van 1308 de strategisch belangrijkste punten in bezit. De stad Danzig opende hen de poorten, terwijl de Pools–Kasjoebische bezetting van de 300 meter verder gelegen burcht – met de landrechter Bogussa en andere Kasjoebische ambtsdragers – de belegering wist te weerstaan. Door interne problemen was Wladislaus I niet bij machte zijn stadhouders in Pommerellen te hulp te komen.
De aan de Poolse hertog toegewijde dominicaanse prior Wilhelm adviseerde daarom de Duitse Orde om hulp te vragen. Daarop vroeg landrechter Bogussa met toestemming van Wladislaus I de Duitse Orde, tegen vergoeding van de kosten, te hulp.

### Onder de Duitse Orde
In augustus 1308 kwam Heinrich van Plötzke, de landmeester van Pruisen, met troepen naar Danzig, versterkte de bezetting van de burcht en noopte – in september van dat jaar – de Brandenburgers tot de aftocht. Vervolgens ontstond er echter onenigheid over de vergoeding van de kosten tussen de ridders van de Duitse Orde en de Pools–Kasjoebische bezetting van de burcht. Deze onenigheid eindigt met gewelddadige schermutselingen.

#### Het bloedbad van Danzig

Pommerellen als deel van de Duitse Ordestaat

Intussen was onder bevel van Heinrich von Plötzke een sterke krijgsmacht opgesteld, die de stad Danzig belegerde. Op 13 november 1308 werd de stad door de Duitse Orde ingenomen.
De Poolse koning klaagde de Duitse Orde in 1310 aan bij de paus. Het daarop volgende proces vond van 1310–1312 in Riga plaats. In de bul van paus Clemens V van 19 juni 1310, waarmee hij aartsbisschop Johann van Bremen en magister Albert van Milaan opdracht geeft om de ongeregeldheden rond de inneming van Danzig te onderzoeken, wordt gesproken over 10.000 slachtoffers. Wat er echter precies in de nacht van 12 op 13 november 1308 gebeurde, was en is omstreden. Vooral in de tijd tussen en na de wereldoorlogen werd het thema steeds weer voor propagandadoeleinden opgerakeld. De bewering dat de Duitse Orde 10.000 Polen afgemaakt zou hebben is allang niet meer actueel. Ongetwijfeld zijn er echter ook meer dan de door Duitse Orde beweerde 16 Kasjoebische ridders gesneuveld. De verwoesting van grote delen van de stad door de Duitse Orde is, ook op grond van archeologische onderzoekingen, boven enige twijfel verheven. De vestingwerken van de stad werden door de ridders met de grond gelijk gemaakt. Pas na twee jaar mochten de burgers weer naar Danzig terugkeren en hun stad in het gebied van de "Rechtsstad" herbouwen.
Een half jaar later, op 6 februari 1309, gaf hertog Przemyslaw van Koejavië de stad Dirschau (Tczew) aan de Duitse Orde. Vermoedelijk waren stad en burgers het niet eens met deze overgave en gedroegen ze zich vijandig tegenover de Orde. Burgemeester, raad en burgers werden ten minste verplicht de stad na pinksteren te verlaten, en zij mochten daarin zonder toestemming van de Orde niet terugkeren.
Twee maanden later, op 1 mei 1309, verkondigde Heinrich von Plötzke in Thorn dat hertog Przemyslaw van Koejavië nu ook zijn bezittingen in het rivierenland tussen Nogat en Wislahaf aan de Duitse Orde had verkocht. Ten slotte viel op 9 september 1309 Schwetz (Świecie ) na een belegering van twee maanden in handen van de Duitse Orde. Daarmee kwam heel Pommerellen in het bezit van de Duitse Orde. In datzelfde jaar verlegde de Duitse Orde de zetel van zijn grootmeester van Venetië naar de Mariënburg (Malbork).
Wladislaus I weigerde om tegen een betaling van 10.000 mark zilver – Danzig en Pommerellen aan de Duitse Orde af te staan. Daarop richtte de landmeester van Pruisen zich tot zijn tegenspeler, de markgraaf van Brandenburg. Zij kwamen tot overeenstemming, en markgraaf Waldemar van Brandenburg is bereid om voor hetzelfde bedrag voor zichzelf en het huis Brandenburg af te zien van zijn rechten in Pommeren. Daarmee won de Duitse Orde een vestigingsgebied van enorme afmetingen en bezat het de belangrijkste handelsplaats in het gebied.
Op 13 september 1309 werd de oorkonde door markgraaf Waldemar van Brandenburg in Soldin (Myślibórz) ondertekend, waarmee hij de Duitse Orde in Pruisen de burchten Danzig, Dirschau en Schwetz voor een bedrag van 10.000 mark in zilver verkocht. Hij deed daarmee afstand van de rechten, die hij op grond van de aan hem als leenheer teruggevallen gebieden in Pommerellen had.
In 1317 verkocht Przemyslaw van Koejavië ook het Michelauer Land aan de Duitse Orde.

#### Stabilisering

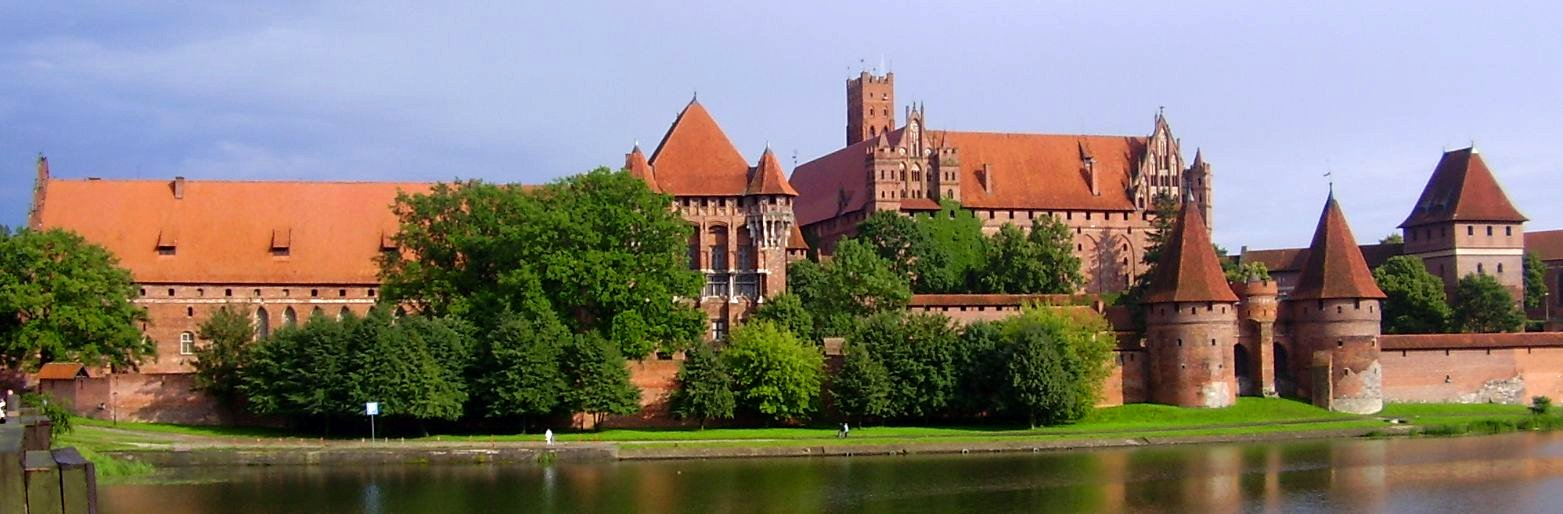
De vesting Mariënburg, zetel van de Duitse Orde in Pommerellen

Wladislaus I verenigde een deel van de Poolse vorstendommen Groot-Polen en Klein-Polen en werd in 1320 tot Poolse koning gekroond. Het was zijn doel om Pommerellen tot Pools gebied te maken. Zijn pogingen om steun bij de pauselijke curie in Avignon te krijgen, bleven echter zonder resultaat. Hij ging daarop een verbond aan met Litouwen, de grootste vijand van de Duitse Orde. Zijn zoon Casimir trad in 1325 in het huwelijk met Aldona, de dochter van de Litouwse vorst Gediminas.
De Duitse Orde was op haar beurt bondgenootschappen aangegaan met het intussen Luxemburgse Bohemen, de Mark Brandenburg en de drie Mazovische vorsten.
In 1327 startte Wladislaus I een oorlog tegen de Duitse Orde. Deze oorlog resulteerde in verwoestende veldtochten door beide partijen. Toen op 27 september 1331 een legereenheid van de Orde uit het oosten van Polen terugkeerde, viel Wladislaus bij Płowce aan. Daarbij werd een van de drie bataljons van de Duitse Orde vernietigd. De Slag zelf bleef onbeslist. Het psychologisch effect van dit eerste (gedeeltelijke) Pools–Litouwse succes was echter enorm. Uiteindelijk kon de Orde de aanvallen afslaan en in een sterk offensief Koejavië en het Dobriner-land in bezit nemen.
Bij het overlijden van Wladislaus I in 1333 volgde zijn zoon Casimir III hem onder moeilijke omstandigheden op. De hertog van Mazovië maakte aanspraak op het hoogste gezag, de oorlog met de Duitse Orde sleepte zich voort en de Tataren dreigden met een inval.
In het verdrag van Kalisz van 23 juli 1343 erkende Casimir definitief de heerschappij van de Duitse Orde over Pommerellen en het Kulmerland. Daarvoor in ruil gaf de Duitse Orde de door haar bezette hertogdommen Koejavië en Dobrin aan Polen terug. De Poolse adel bevestigde uitdrukkelijk dat Polen afstand deed van zijn rechten op Pommerellen, terwijl Casimir zich echter ook verder „Heres Pomeraniae“ (Erfgenaam van Pommeren) bleef noemen. Het wat verder van zee aan de Netze gelegene zuidelijke deel van Pommerellen was in ieder geval Pools.
Met de ondertekening van dit verdrag heerste voor enige decennia vrede tussen de Duitse Orde en Polen.

#### Ontsluiting
Vanaf 1309 wijdde de Duitse Orde zich direct en intensief aan de ontwikkeling van het land. In het zuiden van de commanderijen Schlochau (Człuchów) en Konitz (Chojnice) werd de grens met Polen door de planmatige aanleg van Duitse landgoederen en tiendplichtige dorpen beveiligd. Verder werd de stad Friedland (Debrzno) op de noordelijke oever van de overgang met de rivier de Dobrinka gevestigd. De grens met Pommeren werd door de steden Baldenburg (Biały Bór), Hammerstein (Czarne) en Duitse landgoederen beveiligd.
Over het binnenland verspreid lagen talrijke kerkelijke bezittingen van de kloosters Oliva, Pelplin, Zarnowitz (Żarnowiec), Zuckau (Żukowo), het bisdom Koejavië en andere. In de periode van 1315 tot 1340 werd het rivierenlandschap in de delta van de Weichsel door de Duitse Orde ingepolderd en in gebruik genomen door Duitse boeren. De Kasjoebische dorpen in het noorden van Pommerellen wonnen door de invoering van het Duitse hofstelsel en het verlenen van het Kulmer recht aan economische kracht. Verder werden in de landbouw het drieslagstelsel en voor de dorpsgemeenschappen een vorm van zelfbestuur (Schulzenverfassung) ingevoerd. Nieuw gevestigde steden werden het middelpunt in het handelsverkeer met de omliggende dorpen.

#### Danzig

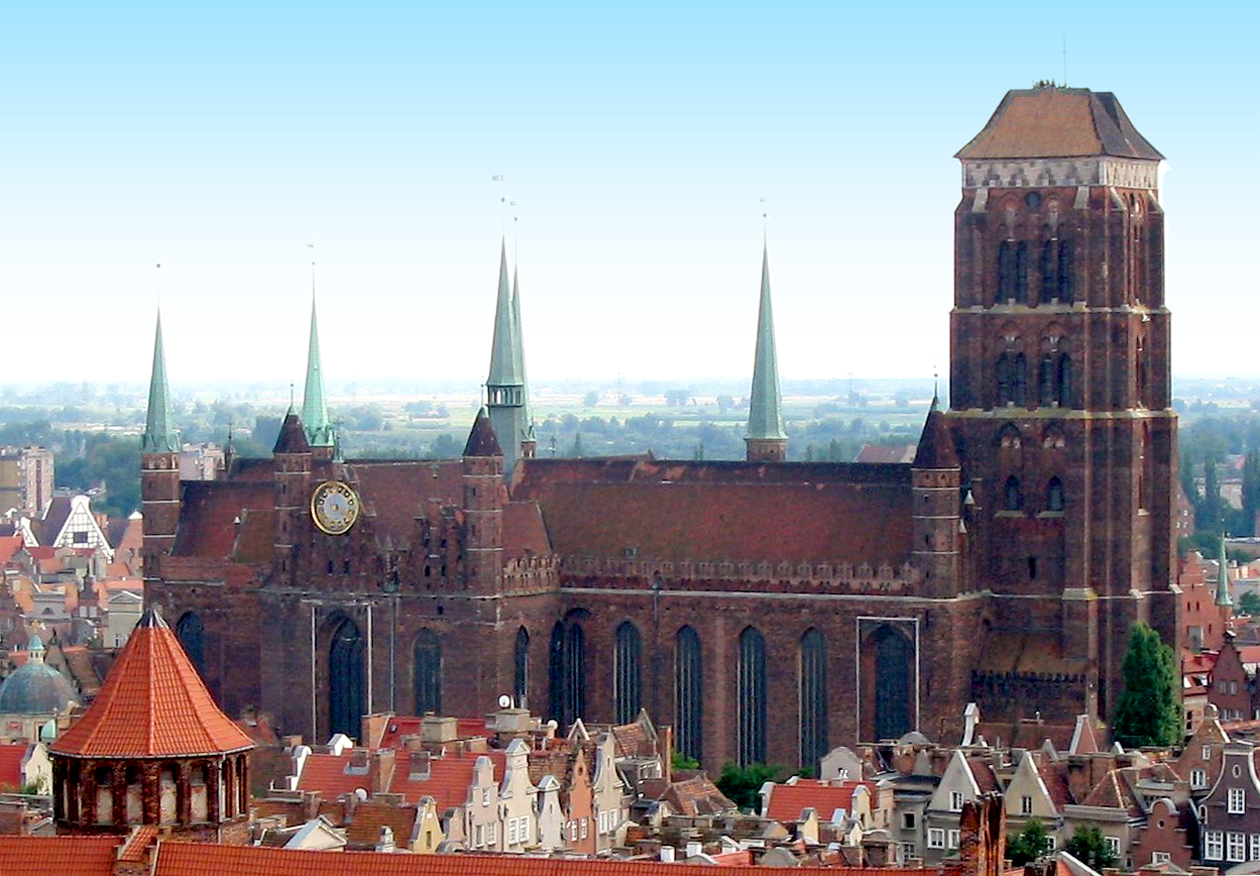
Mariakerk in Danzig.

De steden in de Ordestaat maakten een grote economische bloei door. Danzig overvleugelde vanwege zijn gunstigere ligging het eerder door de orde verkozen Elbing. Door de economische voorspoed trok de stad veel Duitse kooplieden aan. Van koning Przemysł II van Polen had Danzig al het Maagdenburgs recht verkregen, in plaats van het oorspronkelijke Lübecks recht. Grootmeester Ludolf König verleende de stad in 1343 het Kulmer recht. Dit bleef echter beperkt tot de binnenstad, die daardoor de naam Rechtstadt kreeg.
Rond 1380 was de massieve ommuring van de stad voltooid. De tot op de huidige dag behouden Stockturm is een restant van deze middeleeuwse versterking. De eerstesteenlegging voor de nieuwbouw van de Mariakerk, het grootste kerkgebouw in het gebied rond de Oostzee, vond in 1343 plaats. De stad is dan al dichtbevolkt. De Artushof werd in 1350 voor de eerste maal vermeld. Het raadhuis van de Rechtstadt werd als bestuurscentrum in 1380 door de meester-architect Heinrich Ungeradin gebouwd.
Danzig werd lid van de Hanze en tegen het einde van de 14e eeuw was het de leidende stad van Pruisen. Ondanks alle daarmee verbonden risico’s was de overzeese handel de basis voor de bloei van de stad. De uitvoer bestond voornamelijk uit graan, hout, as en teer, terwijl Vlaams linnen, Engelse wol en zout - voornamelijk uit Lübeck - werden ingevoerd. In de 14e eeuw vestigden zich ook Engelse kooplieden in Danzig, die samen een coöperatie oprichtten onder leiding van een "governor".

#### Het tij voor de Duitse Orde keert
Vanuit de eigen hoeven exploiteerde de Duitse Orde haar omvangrijke domeinen. Deze opbrengsten, het monopolie op het molenrecht en de eigen handel van de Orde maakten het mogelijk om grotendeels af te zien van verdere belastingen. De door de Orde bedreven handel werd door de steeds zelfbewuster wordende steden in toenemende mate als bedreigende concurrentie ervaren. Met de regionale vergaderingen van de Pruisische Hanzesteden werd een gezamenlijk optreden voor de Hanzedagen voorbereid. Natuurlijk kwamen op deze bijeenkomsten ook allerlei andere zaken zoals de klachten over de Duitse Orde ter sprake.
De ridders slaagden er niet in om een vertrouwensband met de intussen sinds generaties ingeburgerde stedelijke patriciërsfamilies en de landelijke adel op te bouwen. Hun gedrag werd als arrogant ervaren. Voor de plaatselijke families ontbrak de mogelijkheid om tot de hogere posities van het bestuur door te dringen. Institutionele gremia waarin de aangelegenheden van het land met de landsheren besproken konden worden ontbraken. Dit alles resulteerde in een toenemende ontevredenheid in het land.
Ook de politieke verhoudingen in het buitenland veranderden tegen het einde van de 14e eeuw. Het Heilige Roomse Rijk was verzwakt als gevolg van de concessies die keizer Karel IV in 1376 aan de keurvorsten heeft moeten doen om zijn zoon Wenceslaus tot Duitse koning te laten kiezen. De pauselijke macht was door het Schisma (1378 – 1415) verlamd.

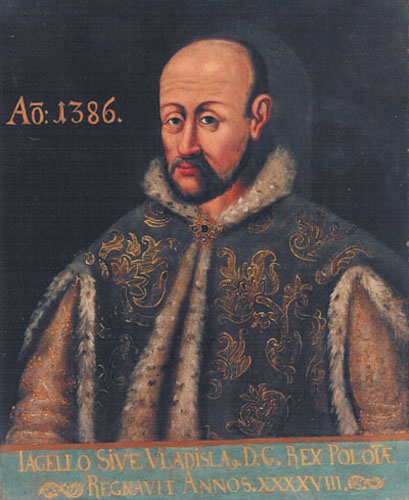
Koning Wladislaus II Jagiello van Polen (schilderij rond 1645, Thorn)

De Litouwse grootvorst Jogaila liet zich dopen en trouwde twee weken later op 4 maart 1386 met de in 1384 tot koning van Polen gekroonde Hedwig van Anjou. Hij werd door de Poolse adel tot koning van Polen gekozen, nadat hij plechtig beloofd had om zijn volledige Litouwse gebieden voor eeuwig aan de Poolse kroon te verbinden en de voor Polen verloren gegane landen te heroveren. Hierbij werd in de eerste plaats gedacht aan Pommerellen en het Kulmerland. Jogaila noemt zich vanaf nu Wladislaus.
Door het samengaan van Polen en Litouwen was de Duitse Orde door een machtige vijand omgeven, zonder op de hulp van keizer of paus te hoeven rekenen. Door de kerstening van Litouwen werd daarenboven het bestaansrecht van de Orde ondergraven. Ze hoefden niet meer op ondersteuning door kruisvaarders uit geheel Europa te rekenen. Daarnaast was de oorlogsvoering veranderd, en de eerste vuurwapens deden hun intrede. De door ridders geleide legers waren op ondersteuning door huurlingen aangewezen en die kostten geld.
De Duitse Orde verloor Pommerellen in de Tweede Vrede van Thorn (1466) na de Dertienjarige Oorlog (1454-1466) aan Polen, binnen welk land het een deel van Koninklijk Pruisen werd.

### Onder Polen
Van 1466 tot de Poolse Delingen (1772-1793) was Pommerellen als deel van koninklijk Pruisen bezit van het koninkrijk Polen (1385-1569) en later het Pools-Litouwse Gemenebest.

### Poolse delingen
Pruisen annexeerde het gebied in de Eerste Poolse Deling (1772) grotendeels en verwierf in de Tweede Deling (1793) ook Danzig. Binnen Pruisen vormde Pommerellen het belangrijkste deel van de provincie West-Pruisen, die tot in de twintigste eeuw dan ook informeel wel als Pommerellen werd aangeduid.

### Na de Eerste Wereldoorlog
Pommerellen kwam in 1919 als gevolg van het Verdrag van Versailles grotendeels aan Polen, waar het de Poolse Corridor vormde. Van 1939 tot 1945 behoorde de regio tot de Duitse rijksgouw Danzig-West-Pruisen, daarna werd ze weer Pools. Tegenwoordig behoort Pommerellen tot het Poolse woiwodschap Pommeren.